# Дејвид Мориси
Дејвид Марк Џозеф Мориси (енгл. David Mark Joseph Morrissey; Ливерпул, 21. јун 1964) је британски глумац, редитељ, сценариста и продуцент. Познат по пажљивој припреми и истраживању које предузима за сваку улогу, Британски филмски институт га је описао као једног од најсвестранијих енглеских глумаца своје генерације.
Мориси је дебитовао на телевизијским екранима у драмској серији Једно лето (1983) са 18 година, а затим је прошао обуку на Краљевској академији драмских уметности, након чега је четири године наступао са Краљевском шекспировцком трупом и Националним позориштем. Висок 1,88 m са лако препознатљивим гласом, често је имао улоге ауторитета попут полицајаца и војника током 1990-их, прекидајући овај тренд својим улогама Бредлија Хедстоуна у серијалу Наш заједнички пријатељ (1998) и Кристофера Финција у филму Хилари и Џеки (1998). Затим се појавио у филмовима Како бити нормалан (2000) и Мандолина капетана Корелија (2001) пре него што је играо хваљене улоге Стивена Колинса у серији State of Play (2003) и Гордона Брауна у филму Договор (2003). Прва му је донела номинацију за најбољег глумца на телевизијским наградама БАФТА, док му је друга донела награду за најбољег глумца Краљевског телевизијског друштва. Такође је играо Џексона Лејка, човека који, патећи од амнезије, верује да је Доктор, у божићном специјалу серије Доктор Ху, „Следећи Доктор” (2008).
У годинама након тих остварења, Мориси је имао улоге у хорор филму Жетва (2007), серијама Разум и осећајност (2008) и Red Riding (2009), као и филмовима Дечко који не обећава (2009), Центурион (2010) и Дампир (2022). Такође је био продуцент и глумио у крими-драми Торн (2010). Мориси се вратио на позоришну сцену 2008. године због представе У мрачној мрачној кући и играо је насловну улогу у продукцији Магбета 2011. године. Такође је глумио у британском криминалистичком филму Блиц (2011), играјући морално сумњивог репортера у контакту са насловним убицом полицајаца. Касније је глумио Гувернера у трећој, четвртој и петој сезони хорор-драмске серије Окружен мртвима (2012–2015).